# Festival de Cinema Català de Copenhaguen
El Festival de Cinema Català de Copenhaguen (original en anglès, Copenhagen Catalan Film Festival o CCFF; en danès, Catalansk Filmfestival) és un festival de promoció de la cultura catalana que se celebra anualment a Copenhaguen (Dinamarca). S'organitza a través del voluntariat per mitjà del Casal Català de Cultura de Copenhaguen (CatalansDK) i amb la col·laboració de la Generalitat de Catalunya, l'Institut Danès del Cinema i Catalan Films & TV.
La primera edició de l'esdeveniment fou celebrada l'abril de 2013. Des de llavors, està estructurat com un festival d'hivern que presenta un programa basat en pel·lícules de diversos gèneres de la indústria cinematogràfica catalana, sobretot en versió original en català i subtitulades a l'anglès. També inclou, en menor mesura, altres activitats per donar a conèixer la tradició musical, gastronòmica i artística del territori de parla catalana.